# Guillermo E. Brown
Guillermo E. Brown (* 1976 in New Haven, Connecticut) ist ein US-amerikanischer Jazzmusiker (Schlagzeug, Elektronik, Stimme). In seinem Spiel kombiniert er Zugänge des traditionellen und des Free Jazz mit solchen der elektronischen Musik, des Hip-Hop und der ethnischen Musik.

## Leben und Wirken
Guillermo Brown wuchs in einer musikalischen Familie auf und war schon früh von Jazz, Hip-Hop, Ambient, Techno und Rockmusik beeinflusst. Als Jugendlicher lernte er Schlagzeug. Er studierte an der Wesleyan University. Erste Aufnahmen entstanden 1998 mit dem Taylor Ho Bynum Ensemble und Anthony Braxton.  2000 ersetzte er Susie Ibarra im Quartett von David S. Ware und wirkte an einer Reihe von Aufnahmen Wares mit, wie Surrendered (1999) und Corridors & Parallels (2001). Im selben Jahr wirkte Brown auch bei Aufnahmen von Rob Reddy (Seeing By the Light of My Own Candle) und Roy Campbel (It's Krunch Time) mit. In den 2000er Jahren arbeitete er u. a. mit DJ Spooky (Optometry), Matthew Shipp (Nu Bop) und in der Bigband von William Parker, dem Little Huey Creative Music Orchestra. 2002 legte Brown mit Soul at the Hands of the Machine sein Debütalbum auf Thirsty Ear vor, u. a. mit Daniel Carter. 2006 wirkte er bei Dave Burrells Album Momentum mit. Er wirkte außerdem  bei Aufnahmen von Vijay Iyer, Andrew Lamb und Christophe Panzani mit.

## Diskographische Hinweise
- Black Dreams 1.0 (Melanine Harmonique, 2004)
- Is Arturo Klauft! (Melanine Harmonique, 2007)
- Handeheld (Melanine Harmonique, 2007) mit Taylor Ho Bynum und Matana Roberts
- Mendi & Keith Obadike Present Crosstalk (2008) mit George Lewis, Vijay Iyer, Mike Ladd
- Matthew Shipp & Guillermo E. Brown – Telephone Popcorn (NuBop, 2008)